# Rhyothemis braganza
Rhyothemis braganza – gatunek ważki z rodziny ważkowatych (Libellulidae).